# Antarberak
Antarberak is een bestuurslaag in het regentschap Tanggamus van de provincie Lampung, Indonesië. Antarberak telt 2490 inwoners (volkstelling 2010).